# Patricio Bonhomme
Lautaro Patricio Bonhomme Rivas (* 11. Juli 1954 in Curicó) ist ein ehemaliger chilenischer Fußballspieler. Der Stürmer war insbesondere in der chilenischen Primera B aktiv, wo er mit 154 Toren der erfolgreichste Torjäger ist.

## Karriere
Patricio Bonhomme verließ 1972 Universidad Católica nach Differenzen mit der Vereinsführung. Er ging zu Universidad de Chile und nahm mit der chilenischen Nationalmannschaft an südamerikanischen Olympia-Qualifikationsturnier teil. Sein Profidebüt feierte er 1973, als er für Deportes Colchagua und anschließend für Curicó Unido auflief. In Curicó blieb er bis 1975 ein wichtiger Bestandteil des Teams. Nach einer guten Saison bei Deportes Linares wechselte er zu Ñublense, das damals von Nelson Oyarzún trainiert wurde, und später zum CD Huachipato, wo er 1979 die Apertura der Segunda División gewann.
Im Jahr 1980 kehrte Bonhomme zu Deportes Linares zurück und avancierte dort zum erfolgreichsten Torschützen der Vereinsgeschichte, indem er insgesamt 87 Tore für die „Albirroja“ erzielte. 1983, nachdem sein Vertrag mit Fernández Vial nicht verlängert wurde, schloss er sich Lota Schwager an. Dort entwickelte er sich zwischen 1983 und 1988 zum unumstrittenen Star der Mannschaft. Mit 73 Treffern in allen Wettbewerben wurde er auch zum Rekordtorjäger des Vereins. Mit Lota gewann er 1986 die Segunda División und spielte anschließend mit dem Team in der Primera División.
Seine Karriere beendete Bonhomme beim legendären Klub Deportes Lozapenco, zu dem er 1989 zusammen mit Größen wie Rodolfo Dubó, Mario Soto und Trainer Luis Santibáñez wechselte. Im Jahr 1991 zog er sich vom aktiven Fußball zurück.

## Erfolge
Huachipato
- Chilenischer Zweitligameister: 1979-A

Fernández Vial
- Chilenischer Zweitligameister: 1982

Lota Schwager
- Chilenischer Zweitligameister: 1986